# 香檳的阿黛勒
香檳的阿黛勒（法語：Adèle de Champagne，約1140年－1206年6月4日），法蘭克人王后，路易七世的第三任妻子。出身於布盧瓦家族，她是前英格蘭國王史蒂芬的姪女。

## 家庭
阿黛勒於1160年和路易七世結婚，兩人共有1子1女：
1. 腓力二世（1165年—1223年）
2. 阿格尼絲（英语：Agnes of France, Byzantine Empress）（1171年—1220年）